# Dicopus pygmaeus
Dicopus pygmaeus is een vliesvleugelig insect uit de familie Mymaridae. De wetenschappelijke naam is voor het eerst geldig gepubliceerd in 1974 door Doutt.